# Mesothen demicostata
Mesothen demicostata là một loài bướm đêm thuộc phân họ Arctiinae, họ Erebidae.